# Invasion anglo-égyptienne du Darfour
Première Guerre mondiale
L’invasion du Darfour est une opération militaire menée par l’Empire britannique face au sultanat du Darfour de mars à novembre 1916.
Le sultan du Darfour, Ali Dinar, avait été rétabli par les Britanniques après leur victoire durant la guerre du Soudan, mais au cours de la Première Guerre mondiale, il est devenu rétif, refusant de payer le tribut habituel au gouvernement soudanais et faisant preuve de partialité envers l'Empire ottoman en 1915.
Reginald Wingate organise alors une force d'environ 2 000 hommes ; sous le commandement du lieutenant-colonel Philip Kelly. La force entre au Darfour en mars 1916 et bat de manière décisive l'armée four à Beringia et occupe la capitale El-Facher à partir de mai. Ali Dinar se réfugie dans les montagnes et ses tentatives pour négocier sa reddition sont finalement refusé par les Britanniques. Sa localisation étant connue, une petite force est envoyée à sa poursuite et le sultan est tué au combat en novembre 1916. Le Darfour fut entièrement annexé à l'administration britannique du Soudan anglo-égyptien et a continué à faire partie du Soudan après son indépendance.

## Contexte

### Sultanat du Darfour

Drapeau du Darfour

À la fin du XIXe siècle, le sultanat du Darfour est un État indépendant situé au sud-ouest du Soudan, dans ce qui est encore l’Afrique-Équatoriale française. Le pays est divisé en trois régions, une aride au nord, qui rejoint le désert du Sahara ; une au centre divisée en deux par le Djebel Marra, entouré d’un désert de roches ; et une région méridionale qui bénéficie d’un riche sol fertile grâce à ses fortes précipitations.
Au XXe siècle, le Sultanat du Darfour est un des nombreux royaumes africains. En 1874, il est envahi par ses voisins musulmans qui le rattache au Soudan turc. Mais, en 1885, avec le siège de Khartoum, puis en 1888 avec la bataille d'Omdurman, le Soudan passe sous domination britannique. Le Royaume-Uni refonde le Sultanat Darfour avec à sa tête Ali Dinar qui promet de payer un tribut annuel au colon.
Peu à peu, Ali Dinar perd ses soutiens en dégradant ses relations à la fois avec l’occupant et avec la population arabe. À l’image des Rizeigat du sud-ouest qu’il considère « ouvertement hostile ».

### Déclenchement de la Première Guerre mondiale
En avril 1915, il renonce à son allégeance au gouvernement du Soudan anglo-égyptien, se déclare pro-ottoman et entre en contact avec eux par l'intermédiaire des Senussi. Le Darfour comptait un peu moins de 1 000 000 d'habitants, doté d’une armée d’environ 10 000 hommes. En décembre, la situation s’est tellement détériorée qu'une petite unité du Egyptian Camel Transport Corps fut envoyée pour protéger le commerce à Nahud et, en même temps, servir d'avertissement contre des potentiels persécutions à l’encontre des Rizeigats. Dinar contrecarre le déploiement du détachement du Camel Corps en déplaçant quarante cavaliers et quatre-vingt-dix fantassins pour renforcer le Djebel el Hella. Les Britanniques pensent alors qu'il prépare une invasion du Soudan.

## Expédition anglo-égyptienne

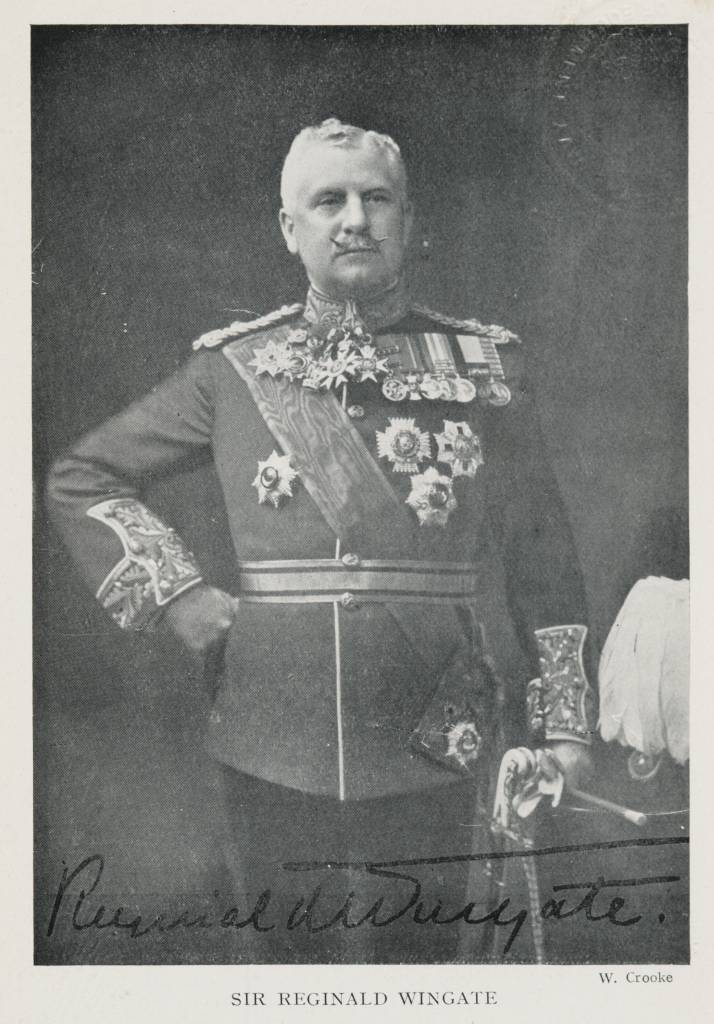
Sir Reginald Wingate en 1906

### Organisation
Le gouvernement britannique décide alors de mener une expédition pour renverser Ali Dinar, pour lutter contre la menace qui pèse sur leur colonie. Reginald Wingate est nommé à la tête de la force de répression appelé la Darfur Field Force et secondé par le lieutenant-colonel Philip Kelly (en). Le corps est composé de : 
- Deux compagnies d’infanterie montée détachées du 9e Queen's Royal Lancers (en) commandées par le major Cobden ;
- Cinq compagnies de méharistes commandées par le major Huddleston ;
- Six compagnies d’infanterie détachées des 13e et 14e régiments d’infanterie soudanais, commandées par les majors Bayle et Darwell
- Deux compagnies d’infanterie détachées du 4e régiment d’infanterie égyptien ;
- Deux compagnies d’infanterie arabe[7].

### Mars 1916: début de l’expédition et problème de ravitaillement

#### Prise de Djebel el Hella
Avec les unités médicales et les autres unités non combattantes, la force s'élève à environ 2 000 hommes. En mars 1916, Wingate ordonne à Kelly de franchir la frontière et d'occuper Djebel el Hella et Um Shanga, deux villages offrant des réserves d’eau. Le 16 mars, les cinq compagnies du Camel Corps et des éclaireurs de l'infanterie montée, soutenus par une batterie d'artillerie de 12 livres et une batterie de mitrailleuses Maxim, franchissent la frontière du Darfour et, quatre jours plus tard, occupent Um Shanga. Leur seule opposition provient d'un petit poste d'observation qui est contraint de se replier. À leur arrivée, les forces anglo-égyptiennes constatent que les réserves d'eau d'Um Shanga sont insuffisantes. Le corps principal devant arriver le soir même et n'ayant que deux jours d'approvisionnement en eau, Kelly envisage de se retirer au Soudan. Finalement, il divise sa force et forme une colonne, composée de trente éclaireurs d'infanterie montée, de 240 hommes du Camel Corps, de deux canons de campagne et de huit Maxims, qui part pour le Djebel el Hella à l'aube du 22 mars pour occuper la ville et assurer le ravitaillement à ses forces.
La petite force que Kelly envoie ne rencontre qu'une faible opposition de la part des éclaireurs fours jusqu'à ce qu'elle atteigne une position située à environ 6 kilomètres de Djebel el Hella. Là, une force de 800 cavaliers tente de les encercler et n'est arrêtée que par des tirs de mitrailleuses. Avançant encore la moitié de la distance qu’il leur restait avant d’atteindre le village, la colonne repère une importante concentration de troupes ennemies dans une vallée boisée, où elle engage le combat à l’aide l'artillerie et des mitrailleuses. Après avoir forcé les troupes fours à se disperser, les troupes britanniques atteignent leur objectif dans l’après-midi et sécurisent ses puits. Le reste de la force de Kelly arrive le 26 mars ; au cours de leur avancée, les pertes britanniques sont qualifiées d'« insignifiantes ».

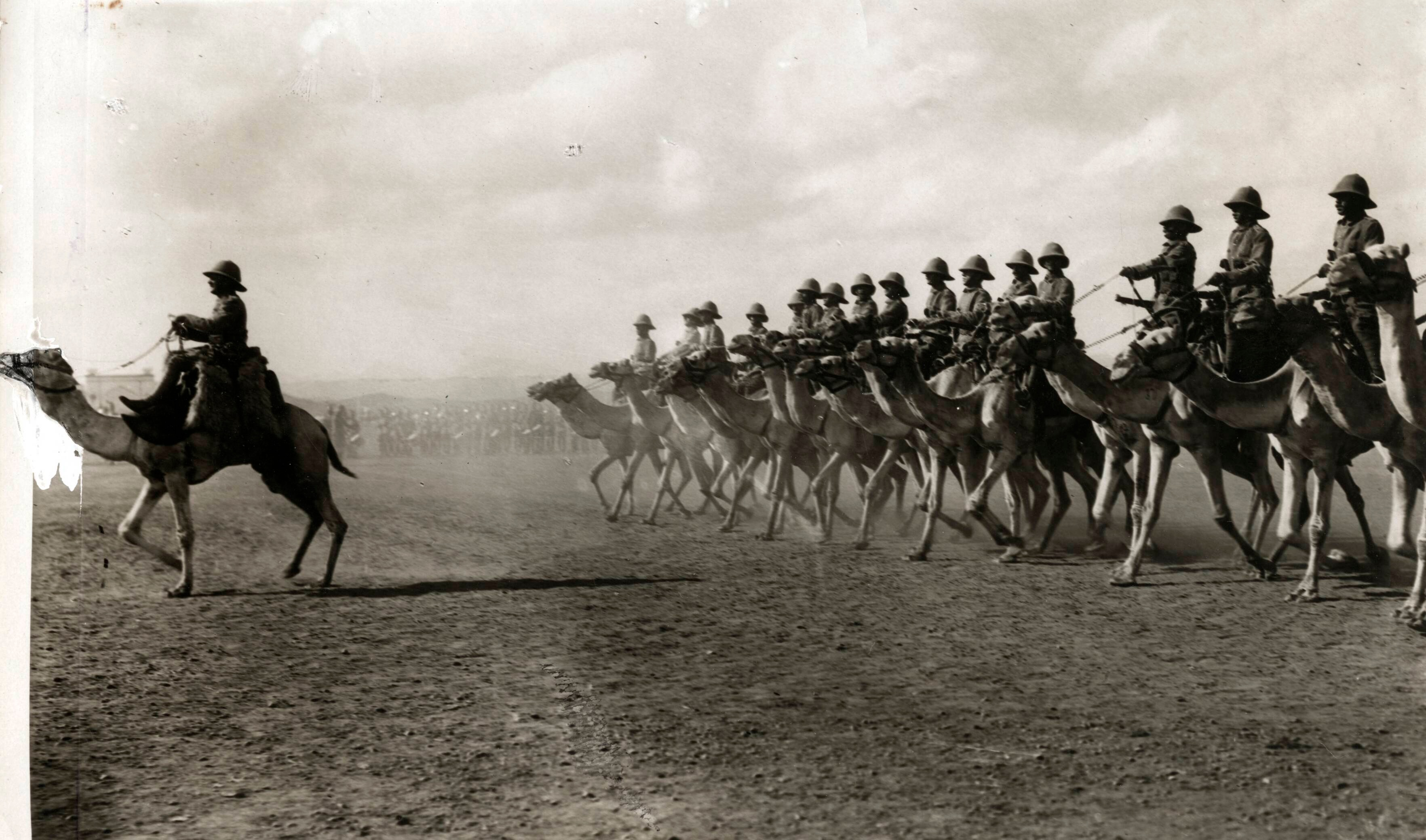
Corps de chamellerie britannique en 1913 en Somalie

D’après les renseignements britanniques, l’armée principale des Fours se trouve désormais dans la capitale El Fasher et est estimée entre 4 000 à 6 000 soldats disposant d'un approvisionnement suffisant en munitions. Équipée de vieux fusils, de lances, de boucliers et de cottes de mailles, elle est soutenue par une force irrégulière se battant sans arme à feux. Wingate pensait alors que Dinar éviterait une grande bataille pour privilégier de multiples petits affrontements pour épuiser son ennemi.

#### Manque de ravitaillement
La préoccupation immédiate de Kelly est de fournir de l'eau et d'autres approvisionnements à ses troupes. L'expédition anglo-égyptienne coïncide avec une période d'absence de précipitations et, une fois toutes les réserves alimentaires indigènes épuisées, le point de ravitaillement le plus proche est El Obeid, à 480 km à l'ouest. Pour résoudre certains de leurs problèmes d'approvisionnement, Wingate entreprend la construction d'une route adaptée aux camions qu'il avait obtenus pour assurer le transport, l’officier britannique n’avait peu confiance aux chameaux pour remplir une telle tâche. La route s'étend de la voie ferrée de Rahad à Taweisha, puis à la capitale El Fasher, soit environ 740 km. Une fois achevée, un voyage en véhicule, de la voie ferrée à la capitale, prendrait quatre jours. Le général Sir Archibald Murray, commandant du corps expéditionnaire égyptien, qui participe à la campagne du Sinaï et de la Palestine, demande au Royal Flying Corps (RFC) d'envoyer quatre avions, des canons et des munitions, des postes de radio et des véhicules de transport légers pour aider l'expédition.

### Avril-Mai 1916: avancée en territoire four

#### Prise d’Abiad et de villages aux alentours
Au début du mois d'avril, des patrouilles de reconnaissance anglo-égyptiennes repèrent de petites troupes ennemies stationnées dans plusieurs villages. Au sud, les troupes foures déployées à Taweisha se retirent dans les terres. Kelly ordonne à une importante force de reconnaissance de se diriger vers l'ouest, en direction d'Abiad. Elle a trois objectifs : trouver de l'eau pour ses hommes et ses animaux, disperser les troupes foures repérées et empêcher d’autres forces ennemies d'accéder à l'eau à Abiad. La route entre En Nahud et la capitale  devait également être sécurisée. Le 3 avril, la force britannique, composée de deux compagnies d'infanterie montée de six mitrailleuses Maxim et du 13e bataillon soudanais, atteint Burush à midi en repoussant une unité de cavalerie foure. Le lendemain, ils poursuivent leur avancée vers Um Kedada. Cette fois, ils rencontrent une force bédouine béliqueuse de 700 hommes, dont certains sont retranchés devant les puits. Les canons de campagne anglo-égyptiens ouvrent le feu sur eux, les obligeant à se retirer.
Quatre jours plus tard, le groupe anglo-égyptien atteint Abiad tôt le lendemain pour découvrir que les troupes foures avaient quitté les lieux la veille au soir. Laissant derrière elle quatre compagnies d'infanterie soudanaises et quatre canons de campagne, la force poursuit sa reconnaissance plus profondément dans le Darfour. La garnison laissée à Abiad est attaquée les 14 et 15 avril, mais les pertes ne sont pas enregistrées. À la fin du mois, les lignes de communication sont sécurisées et d'importants détachements de troupes anglo-égyptiennes sont laissés à Abiad, Um Kedada, Burush, Lugud, Djebel el Hella et Um Shanga. Parallèlement, un système de postes d'observation est mis en place le long de la frontière, de Gabr el Dar à Shebb, avec 260 bédouins amis, équipés de fusils. Deux cents autres hommes appartenant à la tribu des Kababiches (en) occupent le Djebel Meidob, surveillant la route entre le Darfour et les terres Senussi au nord.

#### Sécurisation de la voie pour El Fascher
En mai, les troupes anglo-égyptiennes renforcent leurs lignes de communication et acheminent des provisions pour poursuivre leur avancée. Le 5 mai, une force de 500 hommes attaque la garnison anglo-égyptienne d’Abiad, et quatre jours plus tard, le poste télégraphique situé à 5 kilomètres à l’est du village subit également une attaque. Le 12 mai, un avion de reconnaissance du RFC survole la capitale foure et largue des tracts à la population. Ces tracts dénoncent Ali Dinar et promettent qu’une fois celui-ci renversé, il y aura une liberté religieuse, la justice pour tous, le maintien des chefs tribaux à leur poste s’ils se soumettent, et la fin de la répression.
Le 14 mai, Kelly a terminé les préparatifs de son avancée vers El Facher. Il rassemble une force à Abiad composée de soixante éclaireurs d’infanterie montée, de quatre compagnies méharistes équipées de deux mitrailleuses Maxim, des six compagnies d’infanterie soudanaise ainsi que des forces arabes. Cette cohorte est appuyée par huit canons de campagne, quatorze mitrailleuses Maxim et un hôpital de campagne. Souffrant encore du manque d’eau, Kelly divise sa force en deux colonnes distinctes. La colonne « A » devra avancer lentement, tandis que la colonne « B » sera plus mobile. Les deux doivent se retrouver à 60 kilomètres à l’ouest d’Abiad et à 45 kilomètres du village de Meliet, connu pour ses réserves d’eau. Des patrouilles de reconnaissance localisent une petite garnison foure à Meliet, qui devient alors le premier objectif de Kelly. Une fois Meliet capturé, les Britannique seront idéalement positionnés pour attaquer la capitale, El Fasher.
Peu après 4 heures du matin, le 15 mai, une petite unité d’éclaireurs de l’infanterie montée s’empare d’un poste d’observation ennemi situé 3 kilomètres d’Abiad, capturant tous les soldats sauf deux, qui réussissent à s’échapper. La colonne « A », plus lente, quitte Abiad le 15 mai, suivie le lendemain par la colonne « B ». Les deux colonnes atteignent leur point de rendez-vous deux jours plus tard. Ce matin-là du 17 mai, un avion de reconnaissance du RFC bombarde une force d’environ 500 soldats fours à Meliet. Le lendemain, les colonnes atteignent le village, que les hommes d’Ali Dinar ont évacué en laissant derrière eux une partie de leurs provisions. Le 19 mai, des avions de reconnaissance du RFC signalent l’absence de troupes foures dans un rayon d’une vingtaine de kilomètres. Épuisées par leur marche à travers la campagne, les forces anglo-égyptiennes se reposent alors à Meliet.

#### Bataille de Beringia

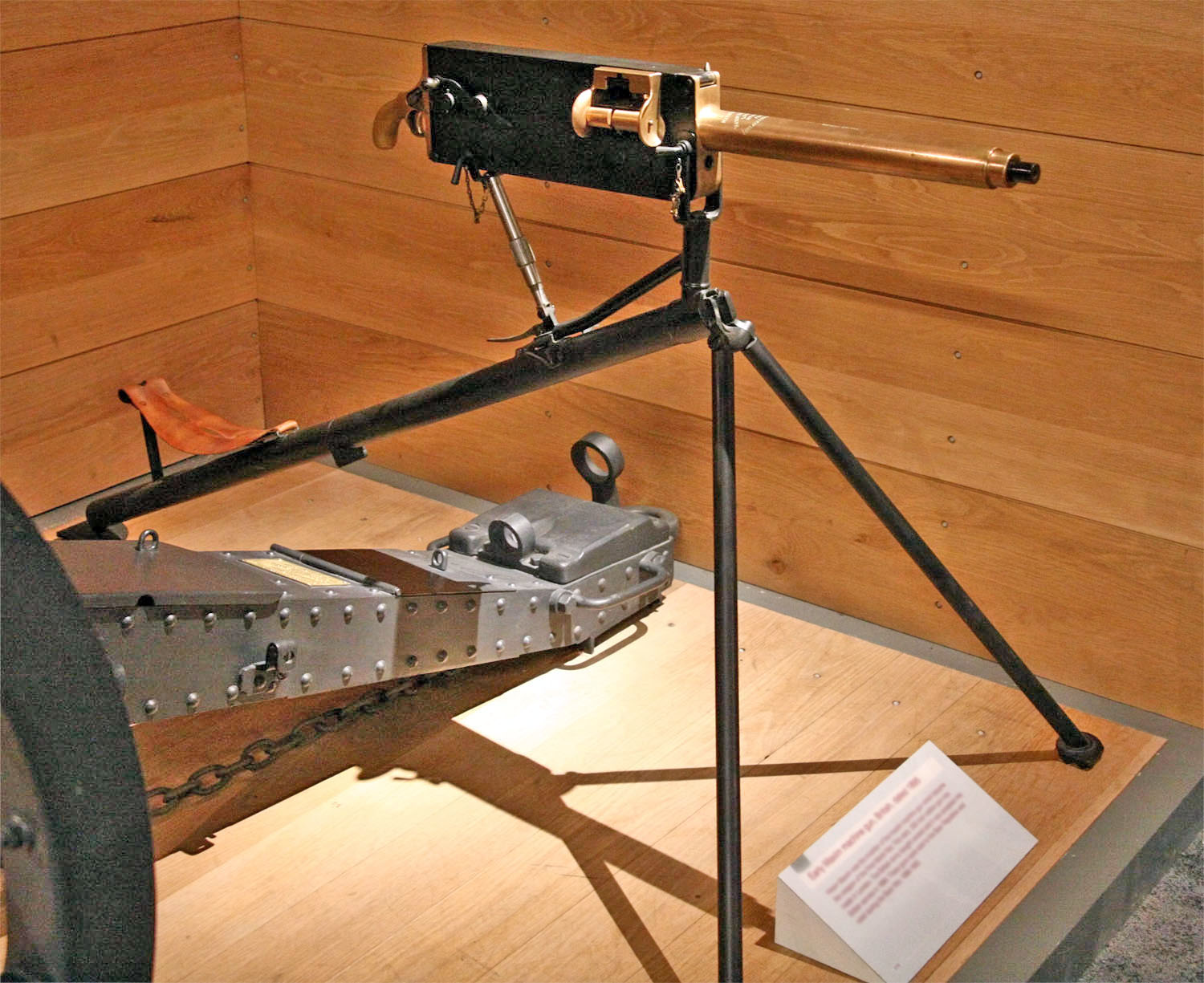
Exemple de mitrailleuse Maxim, ici un modèle de 1895

Dans la matinée du 22 mai, l’avancée anglo-égyptienne reprend, mais le terrain, principalement des collines de sable parsemées de buissons et offrant de nombreuses zones dissimulées, réduit la visibilité à quelques centaines de mètres. Dès le départ, de grands groupes de cavaliers et de chameliers fours sont repérés. Kelly forme alors une avant-garde composée de l’infanterie montée, d’une compagnie de chameaux et de quatre mitrailleuses Maxim. À 10h30, les troupes ennemies sont observées occupant une solide position retranchée autour du village de Beringia.
Le commandant de l’armée foure, Ramadan Ali, a établi une tranchée en forme de croissant de sur près de deux kilomètres, en grande partie dissimulée aux Anglo-Égyptiens par un oued. Le plan d’Ali consiste à laisser les forces ennemies s’approcher suffisamment pour les piéger dans son système de tranchées, convaincu que sa force supérieure en nombre submergera l’artillerie et les mitrailleuses adverses avant qu’elles ne puissent infliger des pertes significatives à ses troupes.
Cependant, dès le début du combat, l’artillerie britannique ouvre le feu sur les tranchées foures, repoussant les troupes ennemies. Sur la gauche des Anglo-Égyptiens, des cavaliers arabes sont aperçus en train de se regrouper et sont directement pris pour cible par l’artillerie. Les Britanniques se forment en carré et avancent sur 700 mètres, puis commencent à creuser des tranchées. L’avant-garde reçoit l’ordre d’occuper une position surélevée à droite, en avant et au sud-ouest du carré. Pour contrer une potentielle menace de cavalerie venant de sa gauche, Kelly envoie une compagnie du Camel Corps et une section de mitrailleuses Maxim sécuriser cette direction. Les forces anglo-égyptiennes s’établissent à 500 mètres de Beringia. La principale position de l’armée foure se situe à 550m au sud du village et s’étend sur un kilomètre d’est en ouest, en arc de cercle. Les éclaireurs de Kelly ne parviennent pas à repérer l’ensemble des positions ennemies, ce qui pousse Kelly à ordonner une attaque dans les prochaines minutes. Alors qu’il organise l’assaut, le commandant Huddleston, à la tête de la compagnie méhariste escortant l’artillerie et les mitrailleuses sur le flanc droit du carré, outrepasse ses ordres et pénètre immédiatement dans le village. En ressortant par le sud, ses hommes essuient de violents tirs des défenseurs arabes et doivent battre en retraite, poursuivit par l’ennemi. Lorsqu’ils arrivent à portée du carré anglo-égyptien, l’artillerie et les mitrailleuses ouvrent le feu sur le flanc exposé des Fours. En voyant cela, le reste de l’armée de Dinar quitte ses tranchées et lance une attaque massive sur le côté sud des positions britannique. Ce flanc est tenu, de gauche à droite, par deux batteries d’artillerie, quatre compagnies d’infanterie et une section de mitrailleuses Maxim. Un espace d’environ 150 mètres les sépare d’une autre compagnie d’infanterie et d’une section de mitrailleuses positionnées face à l’est. Kelly renforce alors ce flanc sud avec deux sections de Maxim supplémentaires et une compagnie du Bataillon arabe. L’assaut four dure environ quarante minutes mais échoue : les assaillants ne parviennent pas à s’approcher à moins d’une dizaine de mètres des positions britanniques.
Kelly ordonne une contre-attaque d’infanterie appuyée par l’artillerie, les mitrailleuses avançant aux côtés des fantassins. L’armée ennemie se disloque ; les survivants prennent la fuite, abandonnant sur le terrain 231 morts, 96 blessés graves et environ 1 000 blessés légers, sur un total de plus de 3 600 hommes. Les pertes anglo-égyptiennes s’élèvent à quatre officiers blessés, cinq soldats tués et dix-huit blessés. À 16 heures, Kelly reprend sa marche vers El Fasher et s’arrête pour la nuit à proximité de la capitale.

### Mai-Novembre 1916: prise d’El Fasher et fuite d’Ali Dinar

#### Entrée dans la capitale
Le 23 mai, à 3 heures du matin, une force de 500 cavaliers et 300 fantassins attaque le camp anglo-égyptien. L’artillerie de Kelly ouvre le feu avec des obus éclairants, illuminant le champ de bataille. L’attaque est repoussée ; les pertes foures ne sont pas connues, mais le seul blessé du côté anglo-égyptien est un artilleur. Plus tard dans la matinée, vers 6 heures, alors que les troupes britanniques s’apprêtent à lever le camp, plusieurs centaines de soldats bédouins apparaissent sur leur flanc gauche. Ils sont rapidement mis en fuite par l’artillerie, les mitrailleuses et même des bombardements aériens.
À 10 heures, Kelly et ses troupes montées entrent dans la capitale, qu’ils trouvent déserte à l’exception de quelques femmes. Le sultan Ali Dinar a quitté sa capitale accompagné de 2 000 hommes après avoir appris la défaite de Beringia. Les troupes anglo-égyptiennes capturent dans la ville quatre pièces d’artillerie, 55 000 cartouches de munitions pour armes légères et 4 000 fusils.

#### Poursuite d’Ali Dinar
Le sultan Ali Dinar se réfugie dans les montagnes du Djebel Marra, à 80 km au sud-ouest de sa capitale. Les troupes de Kelly ne peuvent le poursuivre immédiatement en raison du manque de ravitaillement et de l’épuisement. Dinar prend contact avec les Anglo-Égyptiens pour entamer des négociations de reddition. Les discussions se poursuivent jusqu’au 1er août, date à laquelle Kelly y met fin, ayant constaté que Dinar tergiverse. De plus, les derniers partisans de Dinar commencent alors à le déserter, et il ne lui reste plus qu’environ 1 000 hommes. L’armée britannique stationne à Kebkekia, à 130 kilomètres à l’ouest d’El Fasher. Huddleston, à la tête de soldats du Camel Corps et du 13e régiment d’infanterie soudanais, accompagné de deux canons de campagne et de quatre mitrailleuses Maxim, soit un total de 200 hommes, est envoyé pour occuper Dibbis. Ils atteignent leur objectif le 13 octobre, où ils affrontent une force bédouine composée de 150 fusiliers et de 1 000 combattants armés de lances, qu’ils défont après un court combat. À la suite de cet affrontement, Dinar tente à nouveau de reprendre les négociations avec les Britanniques. Lorsqu’il apparaît clair qu’il cherche à gagner du temps, Kelly envoie 100 hommes du 13e régiment d’infanterie soudanais en renfort à Huddleston.

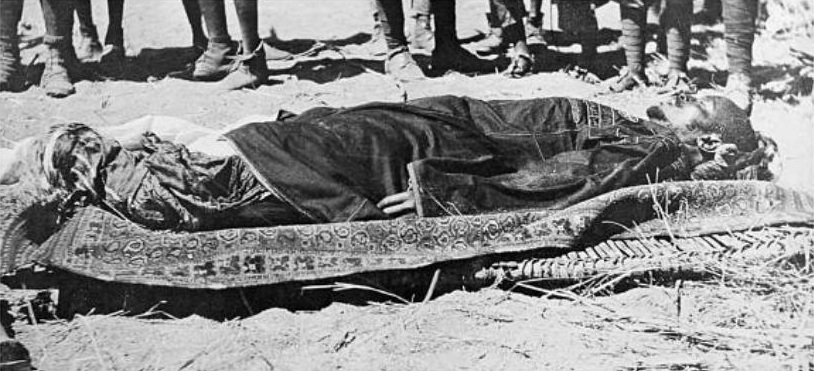
Corps d’Ali Dinar prise le 6 novembre 1916 par les Britanniques

Ce dernier découvre qu’Ali Dinar se cache à Kulme. Les dernières troupes ennemies sont dans un état précaire, affamées et malades, et une faible résistance est attendue face à ses soldats. Sans attendre les renforts, Huddleston marche sur Kulme. Il occupe le village presque le 3 novembre, capturant plusieurs centaines de prisonniers ainsi que la majeure partie des stocks militaires restants de Dinar. Certains membres de sa famille proche se rendent également. Dinar, évitant l’affrontement, s’enfuit vers Djebel Juba, au sud-ouest de Kulme. Deux jours plus tard, le 5 novembre, Huddleston part à sa poursuite avec 150 hommes, un canon de campagne et quatre mitrailleuses Maxim montées sur des chevaux. Il atteint le camp de Dinar le jour suivant et ouvre le feu dessus. Les troupes foures prennent la fuite, poursuivies par les hommes de Huddleston jusqu’à ce que ces derniers découvrent le corps d’Ali Dinar, abattu d’une balle dans la tête.

## Conséquences
Le 1er novembre 1917, le Darfour est intégré comme une région au Soudan anglo-égyptien. Le coût total de l’expédition, soit environ 500 000 livres sterling, est payé par le contribuable égyptien en échange de l’annexion. Les officiers ayant participé à l’expédition sont reconnus, Wingate est nommé dès 1917 Haut commissaire britannique en Égypte, l’équivalent de l’ambassadeur. Et Kelly devient le premier gouverneur du Darfour, obtenant ses quartiers dans le palais de l’ancien sultan. Il est également promu général de brigade et on lui confit le commandement de la 5e brigade montée des Indes britanniques.